# سيدي فرج (ولاية الجزائر)
سيدي فرج مدينة ساحلية وشبه جزيرة جزائرية بولاية الجزائر.
أصبحت هذه المدينة معلما سياحيا تزورها الكثير من العائلات الجزائرية للتمتع بالحفلات التي تقام على شواطئها خاصة في سهرات الصيف
شبه جزيرة سدي فرج هي منتجع سياحي تقع في الغرب من العاصمة، تتوفر على ساحل رائع الجمال، و مركبات سياحية و مرافق هامة بنيت على الطريقة الغرداوية، من طرف المهندي افرنسي فرناند بوين بطلب من السلطات الجزائرية.

## تاريخ
كانت فيما مضى عبارة عن ميناء و مركز للأسطول الجزائري. في سنة 1830 يوم 14 جوان كانت مدخلا للإستعمار الفرنسي الذي تضمن أكثر من 130 سفينةً حربية و 37000 جنديا و 27000 بحار.
الحرب العالمية الثانية أُعتبرت كنقطة بداية للحملة لتحرير شمال إفريقيا من طرف التحالف سنة 1943.

## الجغرافيا
يتبع سيدي فرج بلدية سطاوالي التي تقع بين عين البنيان وزرالدة، يحده من الشرق شاطئ مورتي و من الجنوب مناطق غابية و زراعية.

## المركب السياحي
هو ميناء ترفيهي شُيد على الجهة الشرقية من الجزيرة بعيدا عن ضوضاء المدن حِفاظا على البيئة حيث فَرقتهما غابات و مساحات زراعية.
يوجد به 4 فنادق مصنفة هي:
- 1 الفندق السياحي centre touristique، ذو 3 نجوم ب654 سريرا و 5 مطاعم (كحوض السمك و مطعم الميناء)
- 2 فندق المرسى، ذو 4 نجوم ب164 سريرا كما يحتوي على مطعم و مرافق أخرى.
- 3 فندق المنار، ذو 3 نجوم به 921 سرير إضافة إلى مسبح و ساحة اللعب. و كلها تابعة لمؤسسة التسيير السياحي بسيدي فرج.
- 4 أما فندق الرياض فقد أصبح مُلك مُستَثمِرٍ لبناني مؤخراً.

## السياحة
يزداد عدد السياح الوافدين على سيدي فرج لِاحتوائه على العديد من المنتجعات و شواطئ ذات مواصفات عالمية، كتوفره على ميناء مارينا. كما أن حُضور الرياضات المختلفة قوي جدّا، و خاصة الرياضات المائية نذكر منها التزحلق على الأمواج و كرة المضرب.

## مركز معالجة المياه البحرية
يوجد بالجهة الشرقية حيث يُعد المركز الوحيد في الجزائر المتخصص في المعالجة بمياه البحر.